# Quella certa età (film 1954)
Quella certa età (Le blé en herbe) è un film del 1954 diretto da Claude Autant-Lara.
Il film è basato sul romanzo Il grano in erba (Le Blé en herbe) datato 1924 e scritto da Colette.

## Trama
In vacanza in Bretagna come gli anni precedenti con le rispettive famiglie, gli adolescenti Phil e Vinca sentono che il loro legame - simile a quello tra fratello e sorella - in verità sta cambiando.
In particolare, Phil ha conosciuto l'elegante signora Dalleray e, nonostante abbia l'età di sua madre, inizia a frequentare giornalmente la casa dove la donna vive sola. Dopo poco iniziano anche le visite notturne, che suscitano la gelosia di Vinca. All'approssimarsi della fine delle vacanze, i due giovani dovranno esprimere i loro reali sentimenti prima della partenza per la città.